# Кішкерень (Ясси)
Кішкерень, Кішкерені (рум. Chișcăreni) — село у повіті Ясси в Румунії. Входить до складу комуни Шипоте.
Село розташоване на відстані 346 км на північ від Бухареста, 44 км на північний захід від Ясс.

## Населення
За даними перепису населення 2002 року у селі проживали 1849 осіб, усі — румуни. Усі жителі села рідною мовою назвали румунську.